# Банк Гани
Банк Гани (англ. Bank of Ghana) — центральний банк Гани.

## Історія
У 1913 році в Лондоні створена Західно-африканська валютна рада (West African Currency Board), що здійснювала випуск западноафриканського фунта — загальної валюти британських колоній в Західній Африці.
4 березня 1957 року заснований Банк Гани, що почав операції 1 серпня того ж року.